# Shiren (köpinghuvudort i Kina, Jilin Sheng, lat 41,96, long 126,57)
Shiren är en köpinghuvudort i Kina. Den ligger i provinsen Jilin, i den nordöstra delen av landet, omkring 240 kilometer sydost om provinshuvudstaden Changchun. Antalet invånare är 33 051. Befolkningen består av 16 044 kvinnor och 17 007 män. Barn under 15 år utgör 9,0 %, vuxna 15-64 år 81 %, och äldre över 65 år 9,0 %.
Runt Shiren är det ganska tätbefolkat, med 179 invånare per kvadratkilometer. Närmaste större samhälle är Baishan, 12,4 km väster om Shiren. I omgivningarna runt Shiren växer i huvudsak blandskog.
Genomsnittlig årsnederbörd är 1 081 millimeter. Den regnigaste månaden är juli, med i genomsnitt 326 mm nederbörd, och den torraste är januari, med 11 mm nederbörd.